# Kudoa alliaria
Kudoa alliaria is een microscopische parasiet uit de familie Kudoidae. Kudoa alliaria werd in 1979 beschreven door Kovaleva, Shulman & Yakovlev. 